# Viehgangeln

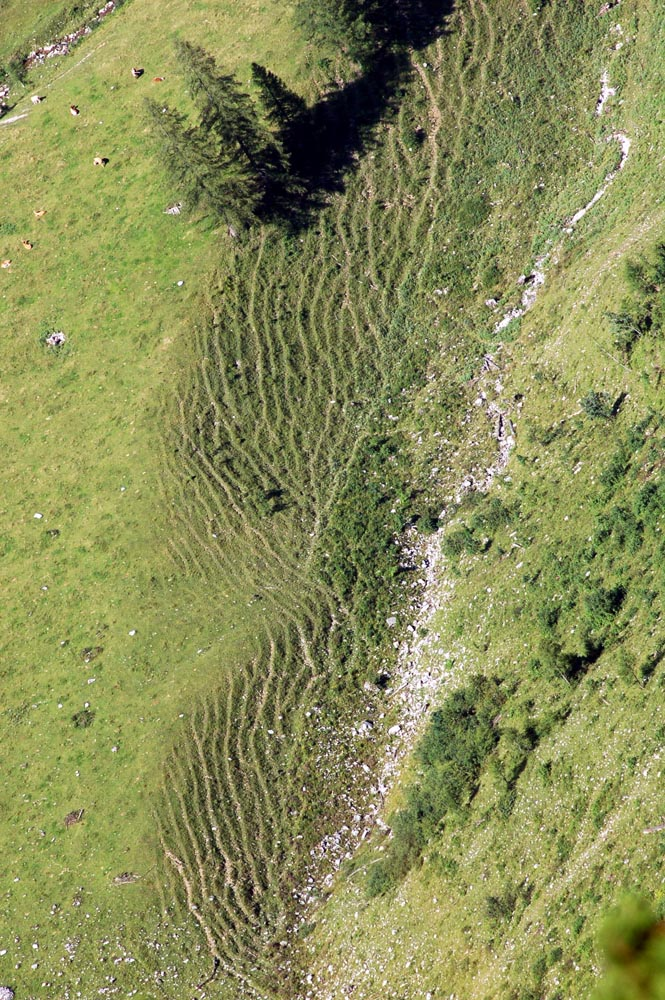
Viehgangeln, Osterhorngruppe

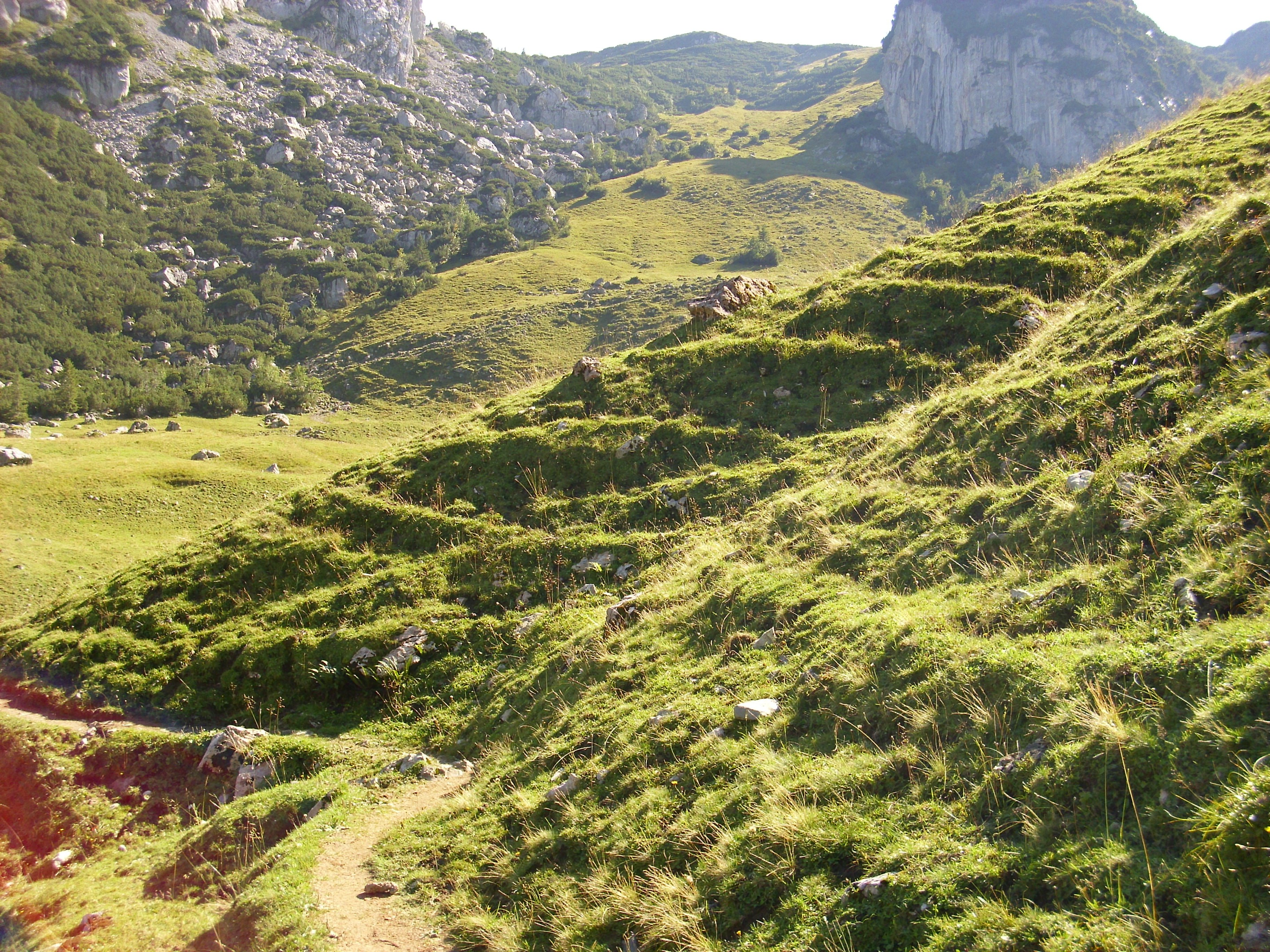
Viehgangeln bei der Rotwand im Mangfallgebirge

Viehgangeln bzw. Gangeln (in den Alpen auch Ku(a)hgang(e)ln, Ku(a)hwegl) sind durch Rinderhaltung entstehende hangparallele Treppen auf steileren Almflächen, die ganze Hangflächen überformen können. Dieser Vertritt entsteht dadurch, dass sich almerfahrene Rinder bevorzugt hangparallel fortbewegen und weiden. Eine Kuh hat als Wiederkäuer mehrere, im Verdauungstrakt aufeinanderfolgende Mägen. Stehen die Kühe nicht parallel zum Hang, drücken die hangaufwärtigen Mägen auf die hangabwärtigen. Da Rinder als ursprüngliche Steppentiere anatomisch nicht an das Gebirge angepasst sind, wird dadurch ihre Verdauung  erheblich gestört. Neurinder auf der Alm magern anfangs oft ab und müssen diese Weidetechnik von erfahrenen Tieren erlernen. Einmal geprägte Spuren werden in der Folge bevorzugt.
Schwach ausgeprägt stabilisieren solche Gangeln den Hang. Durch die damit einhergehende Bodenverdichtung besteht jedoch bei stärkerer Ausprägung die Gefahr des Aufreißens der Grasnarbe, was zu einer erheblichen Steigerung der Erosion, insbesondere in Form von Plaiken führt. Bei Nässe ist die Erosionsgefahr deutlich erhöht, weshalb die Hirten das Vieh bei einsetzenden Regenwetter von den steilen Hängen in flachere Almbereiche treiben. Heute ist das Vieh jedoch zumeist unbeaufsichtigt auf den Almflächen. Die hirtenlose Sömmerung der Rinder gilt somit als eine wesentliche Ursache der Zunahme der Erosion in den Alpen.